# (2521) Heidi
(2521) Heidi ist ein Asteroid des Hauptgürtels, der am 28. Februar 1979 vom Schweizer Astronomen Paul Wild vom Observatorium Zimmerwald der Universität Bern aus entdeckt wurde.
Der Asteroid ist nach den berühmten Kinderbüchern Heidi der Schweizer Autorin Johanna Spyri benannt.